# Biedma (departement)
Biedma is een departement in de Argentijnse provincie Chubut. Het departement (Spaans:  departamento) heeft een oppervlakte van 12.940 km² en telt 58.677 inwoners.
Het schiereiland en natuurgebied Valdés maakt deel uit van het departement.

## Plaatsen in departement Biedma
- Arroyo Verde
- Mina Guanacache
- Puerto Lobos
- Puerto Madryn
- Puerto Pirámides
- Punta Delgada
- Quinta El Mirador
- Riacho San Jose